# 아소산 로프웨이

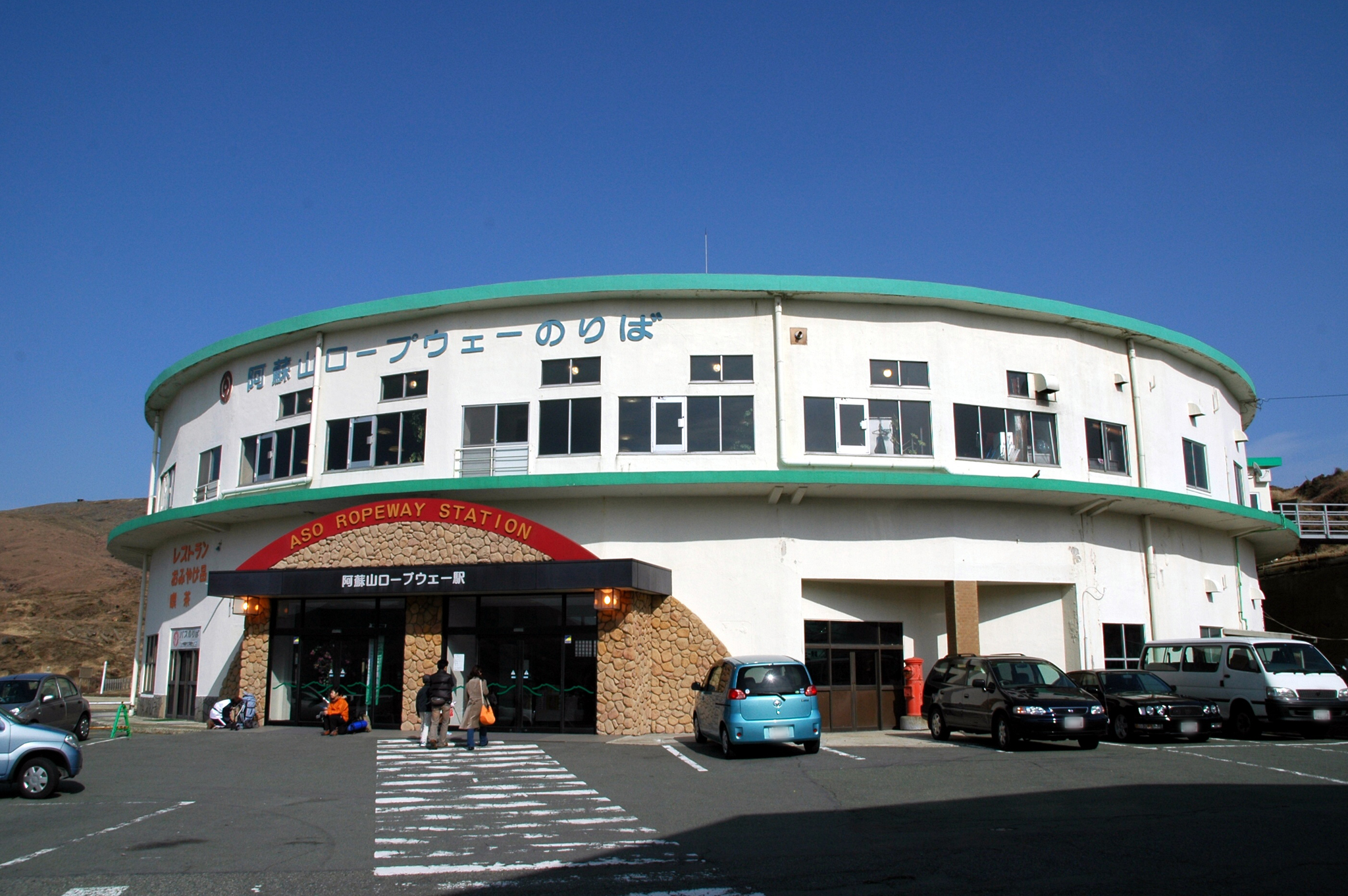
아소산 로프웨이 승강장, 아소산서역

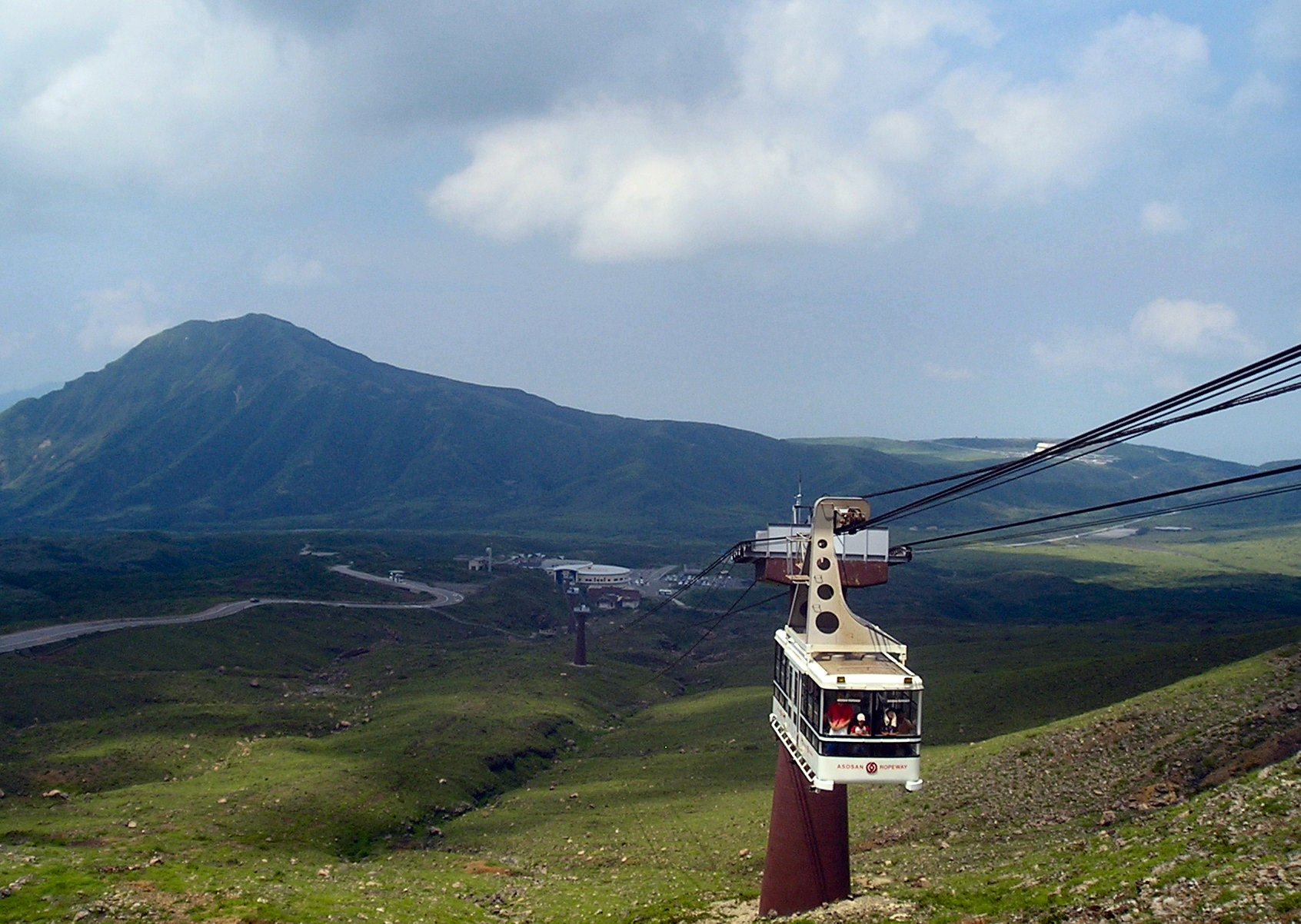
아소산 로프웨이의 곤돌라

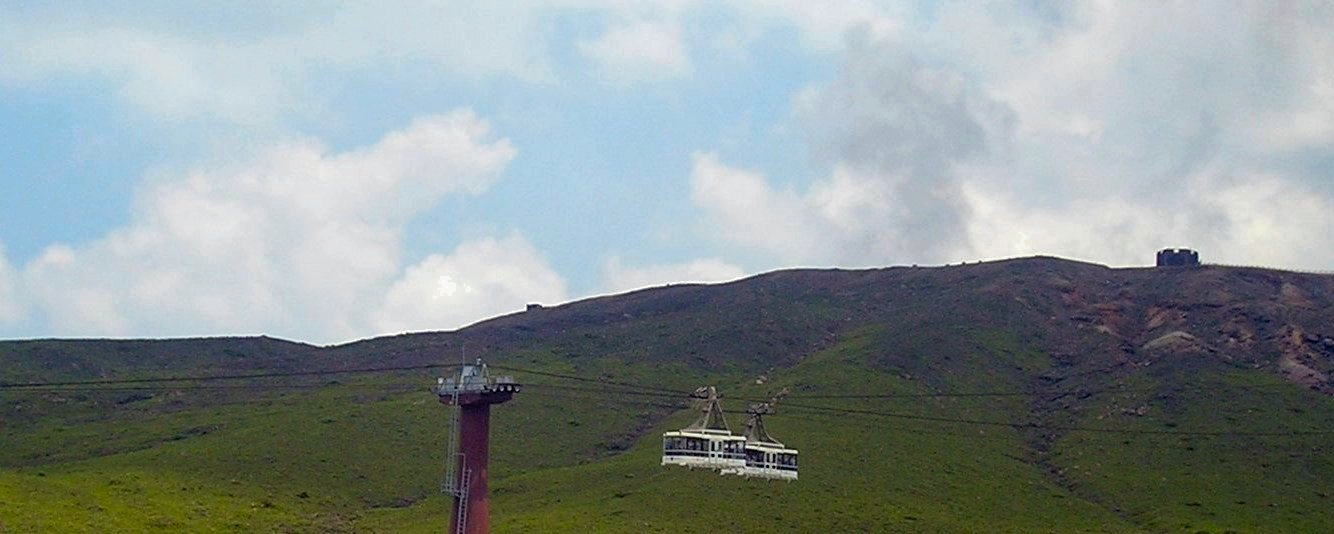
엇갈리는 곤돌라; 왼쪽이 아소산 서역행, 내려가 오른쪽이 정상 역행 위

아소산 로프웨이(일본어: 阿蘇山ロープウェイ, Mount Aso Ropeway)는 일본 구마모토현 아소시의 명봉, 아소산의 분화구 가장자리로 연결하는 로프웨이이다. 운영 모체는 큐슈 산코 관광(九州産交ツーリズム) 주식회사이다.

## 개요
- 영업 개시 : 1958년 4월 10일
- 영업 거리 : 858m
- 고저차 : 108m
- 곤돌라 정원 : 91명

세계 최초로 활화산에 걸린 로프웨이이다. 아소산 나카다케의 서쪽에서 전망대가 있는 분화구의 가장자리까지 올라간다. 공식 사이트에 따르면, 고저차 108m로 소요 시간 4분에 연결한다. 곤돌라는 일반적으로 15-20분 간격으로 운행한다. 산으로 올라가는 방법은 버스나 자가용 등의 교통수단으로 아소산 공원 도로(유료)를 이용하는 길과 이 로프웨이를 사용하는 두 가지 방법이 있다.
아소산의 분화 경계 레벨1(평상시) 사이에만 운행되며 레벨2(분화구 주변 규제) 이상이 되면 운행이 중단된다. 그 때는 아소산 공원 도로도 통행이 금지된다. 곤돌라는 규슈 신칸센(JR 규슈) ‘쯔바메 ’(燕를 뜻함) 등을 디자인한 미토오카 에이지의 디자인에 따라 2009년 9월 17일에 리뉴얼되었다.

## 하부 역
- 화구서역(火口西駅)
- 아소산서역(阿蘇山西駅)